# Puma
 For alternative betydninger, se Puma (flertydig). (Se også artikler, som begynder med Puma)
Puma (Puma concolor) er en art i kattefamilien, der lever i Nord- og Sydamerika.

## Forekomst, habitat og bestand
Pumaen findes i Nord-, Mellem- og Sydamerika. De er meget tilpasningsdygtige og findes på mange forskellige typer levesteder: i bjerge, i skove, i tropiske jungler, på græssletter, og de forekommer også i tørre ørkener. Men med den voksende menneskelige befolkning og indflydelsen fra urbaniseringen bliver kattene i stigende grad fortrængt til mindre og mindre egnede områder. Imidlertid vil deres høje tilpasningsevne sandsynligvis give dem mulighed for at undgå udryddelse.
Ifølge de seneste skøn er der omkring 5.500 til 9.000 pumaer i Canada (i 2021) og omkring 45.000 pumaer i USA (i 2018). Næsten intet er kendt om bestanden af disse katte i Mellemamerika eller Sydamerika.
Efter en taksonomisk revision af Felidae-familien (IUCN/SSC Cat Specialist Group, 2017) skelner eksperter kun mellem to underarter:
- P. c. concolor; Sydamerika
- P. c. couguar; Nordamerika

## Beskrivelse
Pumaen er de fjerdestørste dyr i kattefamilien, men trods deres størrelse tilhører de underfamilien Felinae (små kattedyr), grundet udformningen af tungeben. Voksne hanner er omkring 240 cm (fra 170 til 275 (290) cm) lange fra snude til halespids og vejer mellem 50 og 100 kg. Hunnerne når en længde på omkring 200 cm (fra 145 til 220 (230) cm) og en kropsvægt på mellem 30 og 65 kg. Selve halen er 60 til 90 cm lang. Størrelsen varierer afhængigt af underart eller regional form. Pumaer længst mod nord i Nordamerika og længst mod syd i Sydamerika er generelt størst.
Hovederne er runde med oprejste ører. De har stærke forben, hals og kæber, der hjælper dem med at gribe og holde bytte. Bagbenene er længere end forbenene og forholdsmæssigt de kraftigste og længste i kattefamilien. De er meget stærke og hurtige rovdyr. Pumaen kan løbe mere end 70 km/t, hoppe næsten 6 m i højden og indtil 14 m vandret (under sprint).
En sund voksen puma har 30 tænder: 16 i overkæben (3 fortænder, 1 hjørnetand, 3 forkindtænder og 1 bagkindtand i hver side) og 14 i underkæben (3 fortænder, 1 hjørnetand, 2 forkindtænder og 1 bagkindtand i hver side). Den er kendetegnet ved massive, flade og relativt korte hjørnetænder med en gennemsnitlig længde på 28,5 mm. Nogle individer kan have hjørnetænder der er større; for eksempel havde en han fra Arkansas en højre øvre hjørnetand der var op til 37 mm lang. Når kæberne presses sammen, kan den udvikle en kraft svarende til 500 N, større end træleoparden (344 N) eller sneleoparden (363 N), men mindre end leoparden (559 N) eller jaguaren (879 N).
Afhængig af underarten og levestedet varierer farven på pumaens pels fra brungul til grårød. Dyr, der lever i koldere klimaer, har en tendens til at have en mere grå pels end individer, der lever i varmere klimaer, som har et mere rødligt skær i deres pels. Mave og læbe er altid lyse til hvide. Et typisk tegn på kroppen er mørke pletter på begge sider af næsepartiet, på bagsiden af ørerne og nogle gange på halespidsen. Unger er mørkplettede indtil seks måneders alderen, og de har mørkere cirkler på halen.

## Levevis, føde og reproduktion
Pumaens er normalt enspændere. De mødes med vilje kun i parringssæsonen, men ungerne bruger ret lang tid hos deres mor. De optager et relativt stort område på grund af fødemængen. De er i stand til at jage om natten lige så effektivt som om dagen. De laver også forskellige lyde, som de primært bruger til at advare et andet individ, før de besøger deres territorium, eller i parringstiden, når man leder efter en mage.
Pumaens lever af en række forskellige dyr, da de lever i forskellige biotoper. De lever af praktisk talt alt, hvad de kan fange – små insekter, fisk, fugle, mindre pattedyr eller hovdyr, der vejer mere end et halvt ton. I områder, hvor der ikke er mad nok, angriber de også husdyr, hvilket får dem til at komme i konflikt med mennesket. I Nordamerika foretrækker pumaen byttedyr med en vægt på omkring fra 70 til 125 kg, og dens kost består af 90-100 % pattedyr, i Sydamerika jager de noget mindre bytte, der vejer omkring 15 kg i gennemsnit. Ifølge nogle kilder har voksne pumaer en relativt høj succesrate under jagtforsøg – 75 % eller op til 82 %. Det kan dog variere afhængigt af miljøet og andre omstændigheder. Andre eksperter anser disse tal for overdrevne. En undersøgelse tyder på, at de fleste kødædere har succes med at jage i mindre end halvdelen af forsøgene (< 50 %). Et succesrate mellem 20 og  40 % anses således for at være et mere realistisk estimat i tilfælde af pumaen.
Reproduktion sker på forskellige tidspunkter. Kun i områder med et mere barsk klima finder parringen normalt sted om foråret. Hunnens drægtighed varer tre måneder og resulterer i et kuld på op til seks killinger (normalt to til fire). Efter parring forlader hannen hunnen og fortsætter med at parre sig med andre hunner. Hunnen tager sig af killingerne alene. Som med andre kattedyr bliver killinger født blinde og forbliver fuldstændig hjælpeløse i omkring to uger, indtil deres øjne åbnes. Killinger fødes med pletter for bedre at kunne skjule sig for rovdyr, men mister dem til sidst som voksne. De får fast føde i en alder af to til tre måneder. De bliver hos deres mor i mere end et år. Den første parring sker i en alder af to til fire år. De lever normalt 8-12 år i naturen (hunner bliver normalt ældst), og op til 30 år i fangenskab.

## Trusler
International Union for the Conservation of Nature (IUCN) vurderer denne art som Ikke truet (LC), fordi den findes over et stort område, og selvom man stadig ved meget lidt om pumabestanden, menes den generelt at være rigelig. Imidlertid står den over for adskillige trusler, især menneskeskabt indblanding, som fører til habitatfragmentering. Ekspansion af byer og landbrug, kombineret med konstruktion af motorveje og jernbaner, er ikke kun ansvarlig for reduceret tilgængelighed af byttedyr og mere konflikt med mennesker, men pumaen mister også habitater, hvor den kunne leve sikkert og opfostre afkom. Nogle underarter eller populationer er derfor i øjeblikket alvorligt truet.